# Диаш, Мумадона
Мумадона (Муниадона) Диаш (порт. Mumadona Dias; умерла в 968 г.) — галисийская дворянка и графиня Португальская, правившая графством вместе со своим мужем и после его смерти в 924—968 годах. Память о ней увековечена в нескольких португальских городах.

## Биография
Происходила из кастильского рода Ансурес. Старшая из трех дочерей графа Диего Фернандеса и графини Онеги (или Онекки) Лусидеш, воспитателей будущего короля Леона Рамиро II. Судя по баскско-наваррскому происхождению её имени, мать Мумадоны могла являться членом королевского дома Памплоны. Также историками было высказано предположение, что она могла быть дочерью Леодегундии, дочери короля Астурии Ордоньо I, вышедшей замуж за инфанта или члена королевской семьи Памплоны.
Между 915 и 920 годами Мумадона вышла замуж за Эрменегильдо Гонсалеша, своего родственника по женской линии. Король Рамиро II подарил паре замок Крексимир недалеко от современного Гимарайнша. В 924 году после смерти своего деда Лусидио Вимаранеша Мумадонна унаследовала семейные владения, а её мужу король Фруэла II дал титул графа Португальского. Эрменегильдо умер между 943 и 950 годами, и Мумадона в одиночку управляла графством после смерти мужа до 950 года. Много внимания уделяла развитию своих владений, поддерживая духовенство и заселение поселений и городов.
Владения были разделены в июле 950 года между её шестью детьми, в результате чего старший сын Гонсало Менендес получил графство Португалия. В 950 или 951 году она основала в своих владениях в Вимаранесе монастырь Сан-Мамеде (Mosteiro of São Mamede или Mosteiro of Guimarães). Чтобы защитить этот монастырь и его обитателей от набегов викингов, она инициировала в 968 г. строительство замка Гимарайнш, в тени которого развился город Гимарайнш. Со временем этот монастырь стал штаб-квартирой двора графов Португальских.
Завещание, в котором она жертвует владения, скот, доходы, религиозные предметы и книги монастырю Гимарайнш, датированное 26 января 959 года, — важный исторический документ для подтверждения существования нескольких замков и деревень Португалии.

## Семья
Муж — Эрменегильдо Гонсалеш, граф Португальский.
Дети:
- Гонсало (д/н — 997), граф Португальский
- Диего (д/н — после 968)
- Рамиро (ок. 925—961)
- Онекка, жена Гутьерре Родригеса
- Нуньо (д/н — до 959)
- Ариас (д/н — после 964)